# Setarches armata
Setarches armata is een straalvinnige vissensoort uit de familie van de schorpioenvissen (Setarchidae). De wetenschappelijke naam van de soort is voor het eerst geldig gepubliceerd in 1938 door Fowler.